# Ursus thibetanus
El oso tibetano (Ursus thibetanus), también llamado oso del Himalaya u oso negro asiático, es una especie de mamífero carnívoro de la familia de los úrsidos.
Es un oso que habita en los bosques de Asia (de Irán a Japón), preferentemente en áreas montañosas. Está estrechamente emparentado con el oso negro americano y en menor medida con el oso pardo y el oso polar.
Mide entre 1,30 y 1,90 m de longitud, con un peso de 100 a 200 kg en el caso de los machos y unos 90 en el de las hembras, por lo que se le puede considerar un oso de tamaño medio. Se caracteriza por su manto de pelo negro en todo el cuerpo, más largo en el cuello, y únicamente interrumpido en el morro y una banda en forma de "V" en el pecho, de color leonado. La esperanza de vida en libertad ronda los 25 años.
La distribución de esta especie abarca los bosques asiáticos del oeste de Afganistán y Pakistán, norte de la India, Nepal, Bután, Birmania y noroeste de China. Está presente también en algunas zonas de Japón y es el único oso que se puede encontrar en libertad en Taiwán.
Se trata de una especie omnívora que se alimenta prácticamente de todo. Su alimentación incluye frutas, bayas, nueces, raíces, pequeños invertebrados, miel, peces, aves y mamíferos de tamaño pequeño y medio, así como carroña.
En las zonas demasiado perturbadas por la acción humana, los osos pueden volverse agresivos y atacar a los humanos, como en Japón y noreste de China donde estos ataques han aumentado. Por esta razón no gozan de especial simpatía en los países donde viven y suelen ser muertos por el hombre que los considera un enemigo potencial. Esta actividad, unida a la deforestación de las regiones donde habita y a que la medicina tradicional china demanda ciertas partes de su cuerpo, lo ha extinguido en muchas regiones. No obstante, la especie no se considera que esté actualmente en peligro de extinción, aunque sí se clasifica como vulnerable en la lista de la IUCN.

## Subespecies
Se reconocen siete subespecies con la siguiente distribución geográfica:
- Ursus thibetanus formosanus, Taiwán
- Ursus thibetanus gedrosianus, sureste de Irán y centro y sur de Pakistán
- Ursus thibetanus japonicus, Japón
- Ursus thibetanus laniger, cordillera del Himalaya, desde Afganistán hasta el norte de la India
- Ursus thibetanus mupinensis, centro y sur de China
- Ursus thibetanus thibetanus, India, Bután, Bangladés, Birmania, Tailandia, Laos, Camboya y Vietnam
- Ursus thibetanus ussuricus, extremo oriental de Rusia, noreste de China y península de Corea